# Sciara dolicholabis
Sciara dolicholabis är en tvåvingeart som beskrevs av Edwards 1927. Sciara dolicholabis ingår i släktet Sciara och familjen sorgmyggor. Inga underarter finns listade i Catalogue of Life.